# Карисма-Крумм, Катрин Уновна
Ка́трин У́новна Ка́рисма-Крумм (эст. Katrin Karisma-Krumm; род. 21 августа 1947, Таллин) — эстонская актриса и политик. Заслуженный артист Эстонской ССР (1985).
В 1968—1998 годы артистка оперетты театра «Эстония». Снималась в ряде эстонских кинофильмов, в том числе «Дикий капитан» (1971), «Молодой пенсионер» (1972), детских телефильмах «Мымми и азбука» (1978) и «Волшебный камень» (1979), а также фильме-опере «Кола Брюньон» на музыку Д. Кабалевского (1974).
В 2009 году Катрин Карисма стала депутатом Рийгикогу — парламента Эстонии.